# Дів'я-прабандха
«Дів'я-прабандха» (там. திவ்ய பிரபந்தம்) - збірка поетичних творів вайшнавских тамільських святих альварів, складена в своїй справжній формі Натхамуні в IX століття. Серед тамільської індуїстського населення Південній Індії «Дів'я-прабандха» настільки широко відома і користується такою повагою, що її називають «Вайшнава-ведою» або «Дравіди-Ведою» і прирівнюють за значенням до санскритських Вед. У «Дів'я-прабандсі» оспівується слава Вішну у різних його формах та іпостасях. Альвари співали ці гімни на різних святих місцях паломництва, відомих як дів'я-дешам. У багатьох вайшнавских храмах (таких як храм Ранганатхасвамі в Шрірангамі), декламація гімнів «Дів'я-прабандхи» є невід'ємною частиною щоденного ритуалу. 
«Дів'я-прабандха» нараховує більше чотирьох тисяч гімнів, з яких виділяються 1100, складені Наммальваром і звані «Тіруваймолі» («слова священного рота»). Це важливий літургійний збірник, в гімнах якого автор ототожнює себе з пастушкою-гопі, яка страждає від розлуки з Крішною і що хоче зустрітися з ним.